# 郡家車塚古墳
郡家車塚古墳（ぐんげくるまづかこふん）は、大阪府高槻市岡本町にある古墳。形状は前方後円墳。史跡指定はされていない。

## 概要
大阪府北部、淀川北岸の低位段丘（富田台地）北端部に築造された古墳である。これまでに数次の発掘調査が実施されている。
墳形は前方後円形で、前方部を西方に向ける。墳丘は2段築成。墳丘表面では葺石・円筒埴輪列（鰭付円筒埴輪含む）が認められる。埋葬施設は後円部墳頂における割竹形木棺粘土槨（第1主体：後円部中央）・割竹形木棺直葬（第2主体：第1主体の東側）で、2基は東西に並んで北頭位とし、試掘において装身具類が検出されている。以上より、築造時期は古墳時代中期の4世紀末頃と推定される。

## 遺跡歴
- 1965年（昭和40年）、測量調査（大阪府立島上高等学校）[3]。
- 1982年（昭和57年）、鰭付円筒埴輪の採集[3]。
- 1992年度（平成4-6年度）、測量調査・発掘調査・地中探査（高槻市教育委員会、1994年・1995年・1996年に報告書刊行）[3][4][2]。
- 1998年度（平成10年度）、宅地建設に伴う発掘調査（高槻市教育委員会、1999年に報告書刊行）[5]。

## 墳丘
墳丘の規模は次の通り。
- 墳丘長：85.6メートル
- 後円部 - 2段築成。
  - 直径：51.3メートル
  - 高さ：約7.4メートル
- 前方部 - 2段築成。
  - 高さ：約3.8メートル

## 出土品
古墳からの出土品のうち、埋葬施設の試掘で検出されたものは次の通り。
- 第1主体
  - 黒漆塗槍頭 1
- 第2主体
  - 四獣鏡 1 - 直径12.4センチメートル。
  - 漆塗竪櫛 若干
  - 硬玉製勾玉 1
  - 碧玉製勾玉 1
  - グリーンタフ製勾玉 14
  - 碧玉製管玉 4
  - グリーンタフ製管玉 5
  - 碧玉製棗玉 1
  - 碧玉製・グリーンタフ製算盤玉 18
  - ガラス小玉 26
  - 碧玉製・グリーンタフ製小玉 227

また出土埴輪としては、普通円筒埴輪（II期新相）・朝顔形埴輪・鰭付円筒埴輪のほか、形象埴輪として家形埴輪・壺形埴輪がある。